# Baros (Arjasari)
Baros is een bestuurslaag in het regentschap Bandung van de provincie West-Java, Indonesië. Baros telt 7829 inwoners (volkstelling 2010).